# St. Walburgis (Leubsdorf)

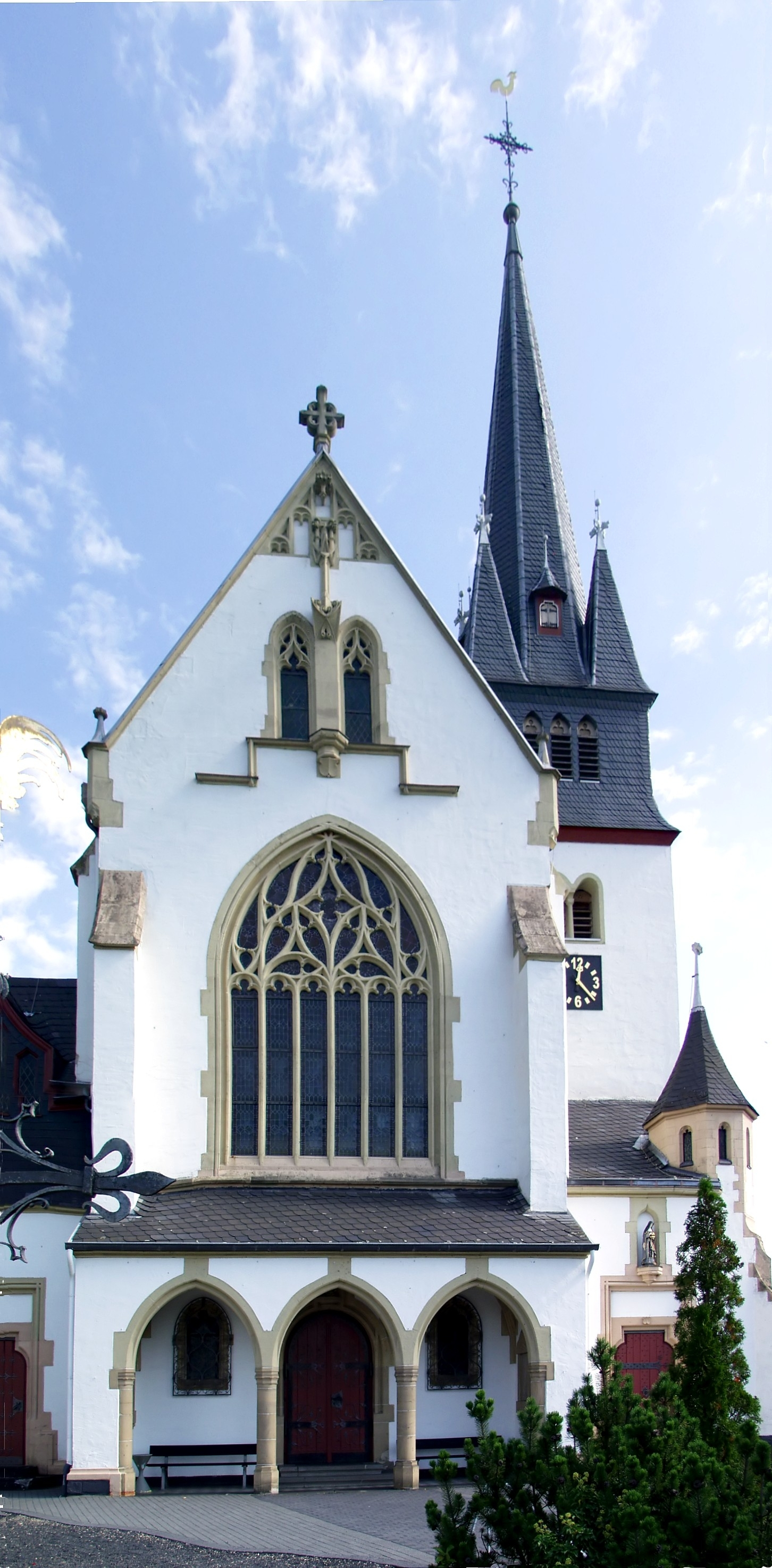
St. Walburgis in Leubsdorf

Die Pfarrkirche St. Walburgis in Leubsdorf im Landkreis Neuwied im nördlichen Rheinland-Pfalz, ist eine dreischiffige Basilika, die 1905 anstelle einer Vorgängerkirche aus der zweiten Hälfte des 13. Jahrhunderts von Theo Hermann aus Neuwied in neugotischen Formen erbaut wurde. Die katholische Kirche gehört zum Dekanat Rhein-Wied im Bistum Trier.
Die Kirche wird aufgrund ihrer weißen Fassade auch die „Weiße Kirche vom Rhein“ genannt.

## Geschichte
Aufgrund einer Schenkung der Mechthild von Sayn an den Kölner Erzbischof Konrad von Hochstaden im Jahr 1250 gehörte Leubsdorf weltlich zu Kurköln. Dagegen bestand wohl zu der Zeit bereits die kirchliche Zuständigkeit beim Erzbischof von Trier. Leubsdorf gehörte zum Kirchspiel Linz und zum Amt Linz.
In der Taxa generalis, einer Art Bestandsaufnahme des Erzbistums Trier, wurde eine Kapelle und ein Kaplan in „Lupzstorf“ in den Jahren 1349 und 1386 genannt. Von diesem ersten Bau sind heute noch der massive Teil des Turms und der rechte Chor erhalten.
Die Reformationsbestrebungen des Kölner Erzbischofs Hermann V. von Wied in den 1540er Jahren hatten auch Auswirkungen auf die kurkölnische Stadt Linz am Rhein und das Kirchspiel. So wird aus dem Jahr 1543 aus Leubsdorf berichtet, dass das Dorf von „fanatischen Verfechtern“ der Reformation heimgesucht wurde, die bei einem „Bildersturm“ aus der Kirche alle religiösen Darstellungen entfernten und zerstörten. Die Situation hielt bis zum Jahr 1548 an, in der Zeit flohen einige Einwohner des Orts auf die Höhen des Westerwalds. Auf einer Rodung jenseits der Wasserscheide von Rhein und Wied, die hier die Grenze zwischen den kurkölnischen Ämtern Linz und Altenwied bildete, bauten sie ein paar Häuser und stellten ein großes Kreuz auf. Die Stelle nannten sie „Rothe Kreuz“ (Kreuz auf der Rodung), heute ein Ortsteil von Leubsdorf.
Im Jahr 1587 wird vom ersten Umbau der Kirche in Leubsdorf berichtet, der zweite erfolgte im Jahr 1685, bei dem das Langhaus auf das Doppelte verbreitert wurde. Danach war die Kirche Anfang des 18. Jahrhunderts teilweise zerstört, denn die Jahreszahl 1720 über der westlichen Turmtür zeugt von einer Wiederherstellung in dem Jahr.
Nach der vierten Erneuerung im Jahr 1887 wird 1892 ein Kirchenneubauverein in Leubsdorf gegründet. Nach über 500 Jahren erfolgte im Jahr 1905 ein Neubau der Kirche. Am 8. Mai 1908 wurde dann die neue Kirche vom Trierer Bischof Korum feierlich konsekriert.

## Bau

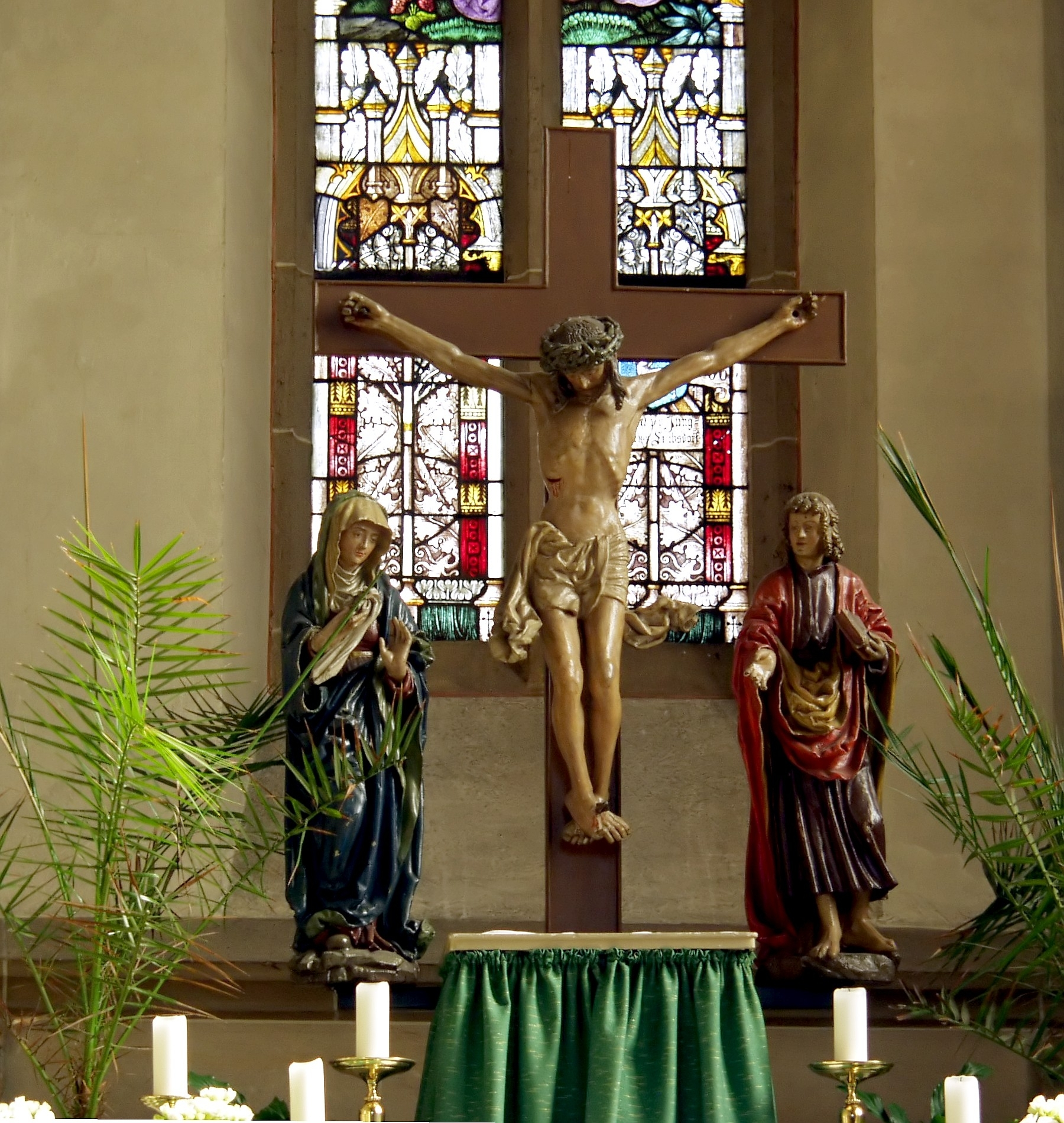
Kreuzigungsgruppe

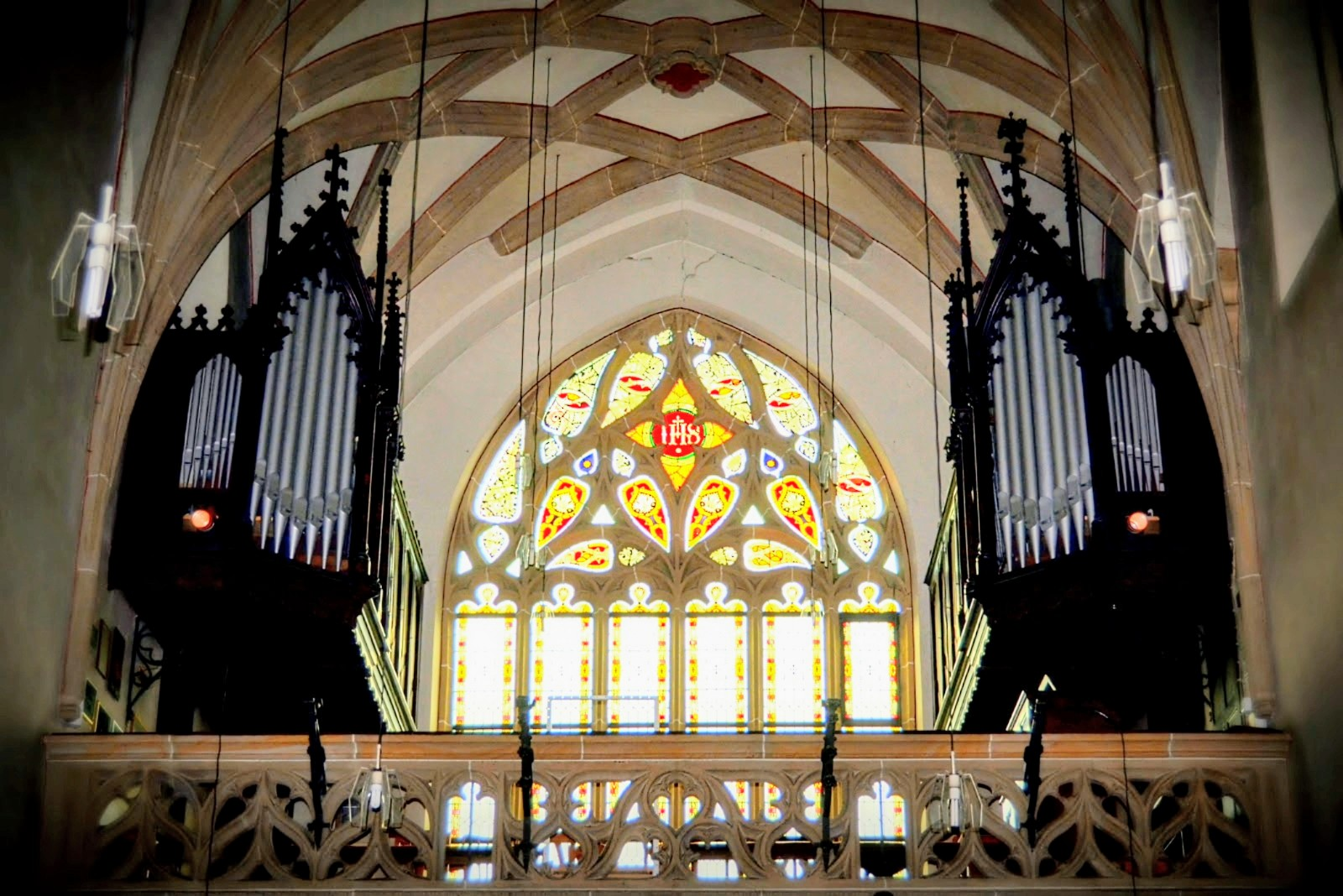
Orgel

Die in neugotischen Formen erbaute dreischiffige Basilika wurde in den Jahren 1905/06 von Theo Hermann aus Neuwied anstelle einer romanischen Vorgängerkirche aus der zweiten Hälfte des 13. Jahrhunderts erbaut. Am südlichen Seitenschiff sind von der ehemaligen einschiffigen Kirche der ungegliederte Westturm und vom Chor vier Scheitelseiten eines Zehnecks erhalten.
Die zweimanualige Orgel stammt von Orgelbau Friedrich Weigle aus dem Jahr 1928. Sie verfügt über 18 Register.

## Ausstattung
Die im Inneren der Kirche aus der Vorgängerkirche stammenden Skulpturen sind:
- eine sitzende Muttergottes mit stehendem Kind („Kölner Madonna“) aus der ersten Hälfte des 14. Jahrhunderts in der alten Fassung, die 1960 freigelegt wurde
- eine mittelrheinische Kreuzigungsgruppe aus der ersten Hälfte des 16. Jahrhunderts
- der Aufsatz eines Sebastian-Altars aus der Zeit um 1700
- eine Figur der hl. Walburga aus der Mitte des 18. Jahrhunderts
- eine Figur des hl. Joseph mit Kind aus der zweiten Hälfte des 18. Jahrhunderts